# Bestuurlijke indeling van Ierland

Counties en steden

De bestuurlijke indeling van Ierland bestaat naast de centrale overheid uit drie bestuurslagen. De provincie (Cúige, Province) heeft geen bestuurlijke rol.

## Regio's
Ierland is verdeeld in drie regio's (Region) met ieder een eigen Regionale Vergadering (Tionól Reigiúnach/Regional Assembly):
- Eastern and Midland Region
- Northern and Western Region
- Southern Region

De regio's hebben taken op het gebied van het National Development plan en het EU Regionaal beleid. De Regionale Vergaderingen bestaan uit vertegenwoordigers van de Raden van de betrokken counties en cities, hebben een voorzitter (de Cathaoirleach) en een Leas Cathaoirleach, en worden aangestuurd door het Operational Committee, waar de Chief Executive Officers van de betrokken counties en cities deel van uitmaken.

## Counties en cities
De regionale indeling bestond oorspronkelijk uit de traditionele Graafschappen. De huidige indeling is daarop nog wel gebaseerd, maar wijkt daar wel vanaf. Sinds 2014 bestaat Ierland uit 26 Graafschappen (Contae/County), de drie steden (Cathrach/City) en de twee gecombineerde steden en graafschappen (Cathrach agus Contae/City and County). South Dublin County, Dun Laoghaire-Rathdown County and Fingal County worden samen wel aangemerkt als Dublin County. Ieder van deze entiteiten heeft een Raad (Council).
Elk jaar kiest de raad een voorzitter, de Cathaoirleach, en een Leas Cathaoirleach, die herkiesbaar is. Hij is voorzitter van de Raad. In Cork en Dublin draagt hij de titel Lord Mayor en in Limerick, Waterford en Galway Mayor. Hij vertegenwoordigt de Raad naar buiten. Daarnaast benoemt de regering een Chief Executive die verantwoordelijk is voor de uitvoerende rol.

## Districten
De Counties, met uitzondering van Dublin County en de gecombineerde Steden en Counties zijn onderverdeeld in districten. Deze kunnen drie soorten aanduidingen hebben. In de Counties zijn het hetzij Gemeentelijke districten (Ceantar Bardasach/Municipal district) of Borough districten (Ceantar Buirge/Borough district). In de gecombineerde Steden en Counties zijn het Metropolitane districten (Ceantar Cathrach/Metropolitan district) of Gemeentelijke districten. De leden van de raad gekozen in een district hebben bepaalde bevoegdheden in het district, maar de districten hebben geen eigen organen. zij kiezen uit hun midden voor het district een voorzitter, de Cathaoirleach, en een Leas Cathaoirleach.